# Fernando Aguiar
Pour les articles homonymes, voir Aguiar.
Fernando Aguiar, de son nom complet Fernando João Lobo Aguiar, est un footballeur canadien et portugais né le 18 mars 1972 à Chaves (Portugal). Il évoluait au poste de milieu défensif.

## Biographie
D'origine portugaise, il passe la grande majorité de sa carrière au Portugal. 
Il remporte la Coupe du Portugal en 2004 avec le Benfica Lisbonne.

## Carrière
- 1991-1993 : Toronto Blizzard  Canada
- 1994-1995 : CS Marítimo  Portugal
- 1995-1997 : CD Nacional  Portugal
- 1997-1999 : FC Maia  Portugal
- 1999-2001 : SC Beira-Mar  Portugal
- 2002-2004 : Benfica Lisbonne  Portugal
- →2002-2003 : União Leiria  Portugal (prêt)
- 2004 : Landskrona BoIS  Suède
- 2004-2005 : FC Penafiel  Portugal
- 2005-2009 : Gondomar SC  Portugal[1],[2]

## Palmarès
- 13 sélections et 0 but avec l'équipe du Canada entre 1995 et 1999
- Vainqueur de la Coupe du Portugal en 2004 avec le Benfica Lisbonne

## Statistiques
- 1 match en et 0 but en Ligue des Champions
- 4 matchs et 0 but en Coupe de l'UEFA
- 138 matchs et 13 buts en 1re division portugaise
- 195 matchs et 27 buts en 2e division portugaise